# Сан Андрес и Провиденсија
Сан Андрес и Провиденсија (шп. San Andrés y Providencia) прекоморски је департман Колумбије. Обухвата острва Сан Андрес, Провиденсија и неколико мањих острва у југозападном делу Карипског мора, у близини обале Никарагве. Департман се налази 750 километара северозападно од карипске обале Колумбије. Административни центар је град Сан Андрес.

## Становништво
Први становници острва су били потомци енглеских пуританаца (локални назив: Раисалци), који су населили острво 1631. године, заједно са њиховим робовима. Њихов говорни језик је креолски раисалски, који представља мешавину енглеског и шпанског језика. Од укупно 90.000 становника острва, Раисалци чине око 30% становништва.

## Територијални спор острва
Главна атракција острва је баптистичка црква у насељу Ла Лома, иначе најстарија у Латинској Америци.
Од 2001. године, Никарагва је оспоравала суверенитет Колумбије над острвима. Године 2007. Међународни суд правде је донео одлуку да острва припадају Колумбији. Године 2012. признат је суверенитет Колумбије и над мањим острвима, чиме је стављена тачка на спор око територија.